# アープ (電子楽器メーカー)

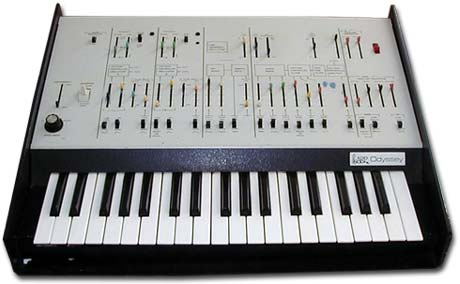
アープ・オデッセイMk1

アープ (ARP instruments) は、かつて存在したアメリカの電子楽器メーカーである。1969年電子技術者のアラン・ロバート・パールマン(Alan Robert Pearlman)が設立し、社名は彼の頭文字に由来する。主に1970年代にアナログシンセサイザーを手がけていた。

## 概要
アラン・ロバート・パールマン (Alan Robert Pearlman、1925年6月7日 - 2019年1月5日)は、1948年工学部学生だった頃から 電子音楽とシンセサイザーの将来的発展性に大きな期待を持っていた。その後、電子技術者としてキャリアを積み、NASAのジェミニ/アポロ計画向けアンプの製作、自身の会社Nexsusの設立等を経て、1963年以降、電子楽器関連の特許をいくつか取得しはじめていた。そして1969年、シンセサイザーの製造を決断し、デビッド・フレンド (David Friend)、レヴィス・G・ポロック (Lewis G. Pollock)の助けを借りて トーナス (Tonus Inc. 後のアープ) を設立した。

よく知られている社名 アープ (ARP Instruments) は、1971年パールマンの頭文字にちなんだ社名変更による。
アープは1970年代を通じシンセ市場で約40%のシェアを維持し、アナログ・シンセサイザーの代表的メーカー モーグよりやや後発ながら、事実上モーグのライバル会社となった (後述)。

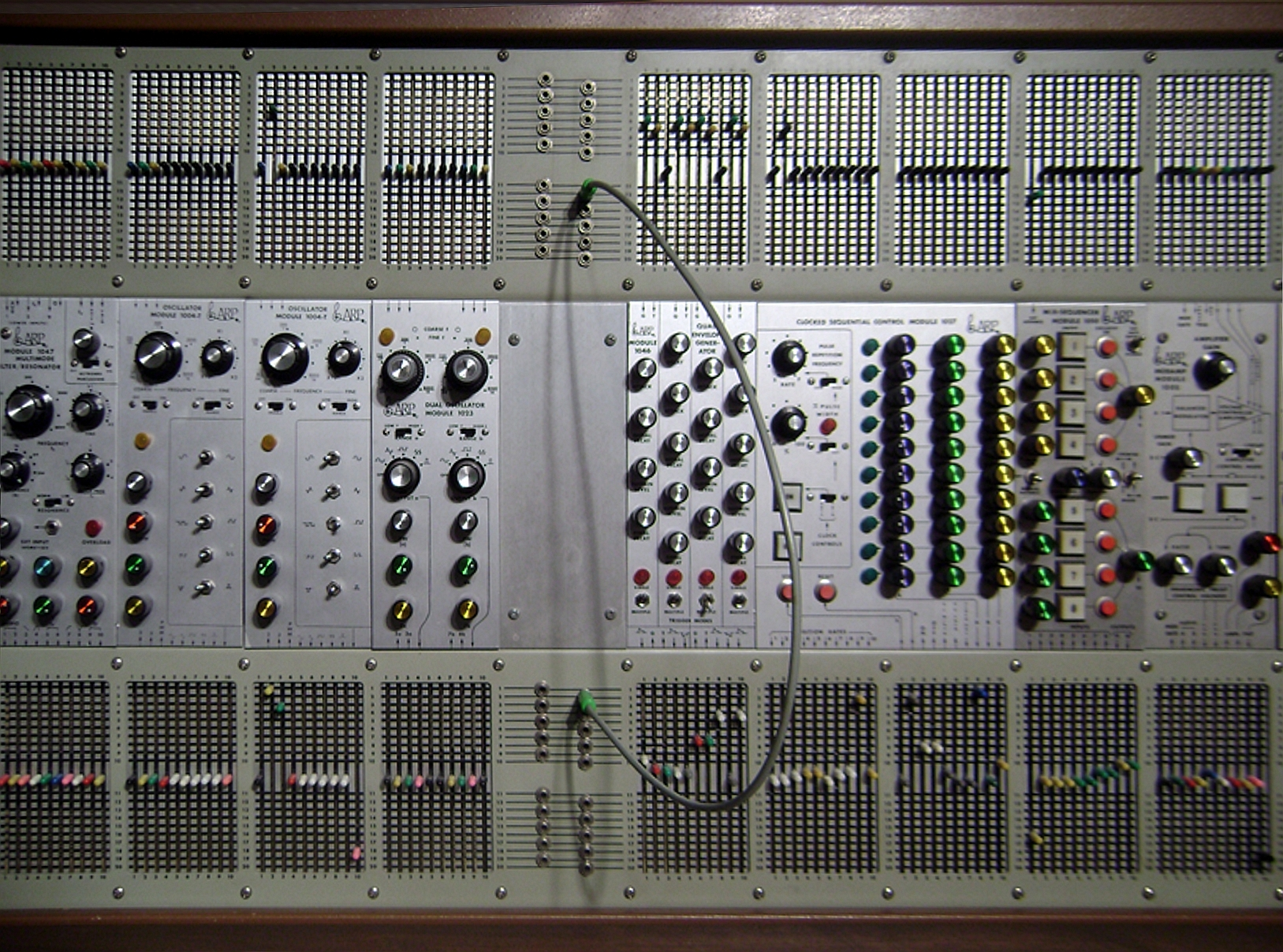
ARP 2500のマトリックス・スイッチ

アープ最初の製品 ARP 2500 モジュラー・シンセサイザーは、モジュール上下の視覚的アクセントとなっている「マトリックス・スイッチ」の採用により、煩雑なケーブル接続の必要性を最小限に抑えており、アメリカの大学向け市場で大きなヒットとなった。
それに続く代表的機種 ARP 2600 や、ミニモーグを意識して機能をコンパクトにまとめなおした オデッセイ は、ミニモーグとは明確に異なる完成度の高い信号処理デザインを特徴としている。
2 - 3VCO (Sync,FM,PWM) → RM → VCF&HPF → VCA
[MOD] PitchBend, S&H, ADSR, AR
 このデザインは他社に繰り返し模倣され (ローランドSHシリーズ、Octave The Cat、Teisco Sシリーズ等)、ポリフォニック・シンセ時代には、数多くの名器が ほぼ同様な信号処理デザインを採用するに至った (Prophet 5, Jupiter 8, Nord Lead等) 
。
またモノフォニック・シンセサイザー全盛期にいち早く実用的ポリフォニック機を次々と発売し (ソリーナ・ストリング・アンサンブル (1974)、ソリーナ・ストリング・シンセサイザー (1975)、オムニ (1975)、クアドラ (1977))、1970年代シンセ市場でマーケットリーダの役目を果たした。
このように、アープのビジネスは外見上とても好調に見えたが、社内的には大きな問題を抱えていた。財務管理の能力不足と、創業者間の意見対立である。1975年頃 創業者の一人 D.Friend の発案でポリフォニック・ギターシンセ CENTAUR VIの開発が開始された。しかし技術的難度や安定性の問題で開発が難航すると、上記の社内的問題がたちまち顕在化した。開発が長期化する中、派生技術(ポリフォニックシンセ)を先行して製品化しようという提案が繰り返し拒絶され、アープの新製品発表のペースは鈍化した 。次にCENTAUR VIがアープの研究開発予算の大半を占有するようになり、他の堅実なプロジェクト(教育市場向けModular Synthesizer Lab)が財務改善のため他社に売却された。そして期待の新製品のいくつかは、安定性に欠けたため(Avatar, electric piano)、売り上げには貢献しなかった。
それでも1980年には、後に高い評価を受けるARP Chromaが完成していたが、その製品化の前、1981年にアープは約180万ドルの負債を抱え倒産した。
その後21世紀に入り、ARP製品をソフトウェア的に再現したソフト・シンセサイザーがいくつかリリースされている。
ARP 2600
- Arturia 「ARP 2600 V」
- Way Out Ware 「timewARP 2600」
- Voltkitchen 「Arppe2600va」 (フリーソフト)
- Cherry Audio 「CA2600」

ARP Odyssey
- G-Media 「Oditty」
- Sonic Core 「Prodyssey」
- KORG Collection「ARP ODYSSEY」
- Chris Roberson 「Oddy-Free」 (フリーソフト)

|  |          |
|  | ARP 2500 |

## 主な機種

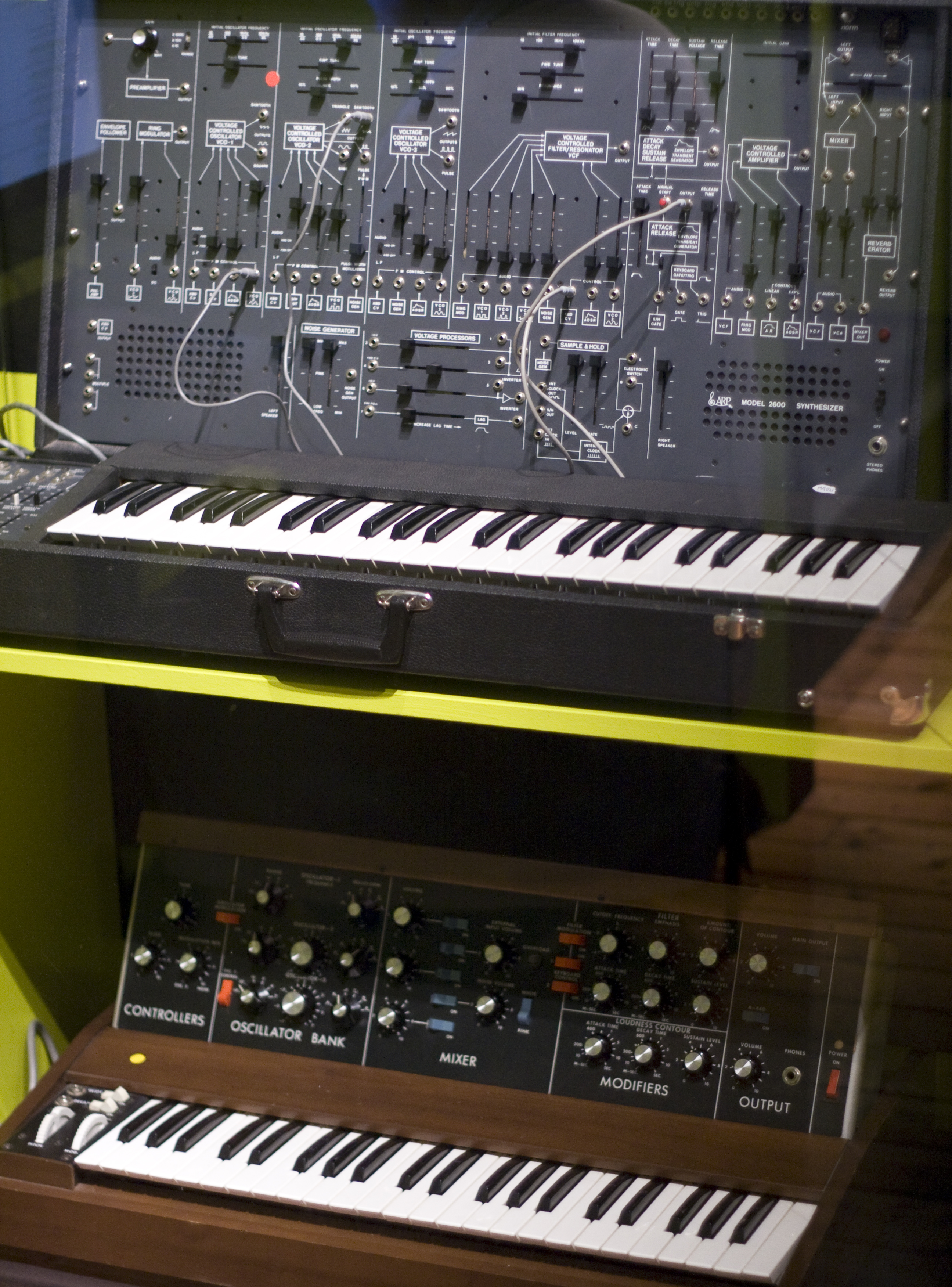
ARP 2600 と Minimoog

|                            |
| ARP 2600 (The Blue Marvin) |

- 2500 (1970年) - ARP 2500

モジュラー式の大型シンセサイザー。1977年の映画『未知との遭遇』で、宇宙人とコンタクトする為の音声を制御するコンソールに設置されていたのがこの機種。
- 2600 (1971年) - ARP 2600

モジュラー式と内部結線式が混合した中型シンセサイザー。スティービー・ワンダーなどがユーザとして有名。日本にも早くから輸入されており、1970年代前半、加藤和彦、深町純、大野克夫などが使用したと言われている。機動戦士ガンダムの効果音の殆どはこの機種を使用して制作された他、スター・ウォーズシリーズに登場するR2-D2の音や、インディ・ジョーンズシリーズ第1作レイダース/失われたアーク《聖櫃》での契約の箱の効果音はベン・バートがこの機種で制作したなど、音楽での演奏以外に使われることも多かった。2020年に、コルグから数量限定で復刻版が販売された。そのほか、TTSH(Two Thousand and Six Hundredの頭文字)という名のクローン製品も存在する。
- オデッセイ(1972年) - ARP Odyssey

小型のアープ・シンセサイザーとしては最も多く出荷された同社を代表する機種のひとつである。初期型であるモデル2800は、ディープ・パープルのジョン・ロードが使用していた(カリフォルニア・ジャムで実際に演奏しているシーンが有名)のを初め、多くのユーザが使用していた。YMOの楽曲でもシンセベースの演奏に頻繁に使われている。白いボディのRev.1(後期はRev.2同様の外観となる)、黒いボディに金色のレタリングのRev.2、黒いボディにオレンジと白のレタリングのRev.3に分けられ、それぞれフィルターが違うほか 、Rev.3以降ではピッチベンダーが回転ノブ式から圧力感知式(PPC)へと変更になった 。尚、YMOのシンセサイザープログラマーだった松武秀樹はYMO時代に細野晴臣が使っていた実機を所有。当時、YMOの使用シンセサイザーを自身が設立したMACというリース会社で貸し出していた。
|                    |  |                    |  |                         |
| Rev.1 (Model 2800) |  | Rev.2 (Model 2810) |  | Rev.3 (Model 2820-2823) |

|                  |
| プロ・ソロイスト |

- プロ・ソロイスト(1972年) - ARP Pro Soloist

プリセット式、1VCOのシンセサイザー。1971年発表の「ソロイスト」改良版。プリセット数はソロイストの18から30へ増加。プリセット回路はデジタルROMを使用しており、世界初の「デジタル・アナログ複合型」シンセサイザーである。自分で音を作る必要がなく、30種類のプリセットをスイッチで選択するほか、アフタータッチによってピッチベンドやビブラートなどの効果を追加できる。様々な音色を使い分けるタイプの奏者にとってはこの機能は大いなる利点であった。当時は他にプリセット式のシンセサイザーが殆どなかったため、ヒット商品となった。ジェネシスのトニー・バンクスの使用が有名。プリセットスイッチをデジタル式に改良(フィルターも新設計となった)したPro DGXという発展型がある。
|                        |
| ストリングアンサンブル |

|            |
| アヴァター |

|          |
| クアドラ |

- ストリングアンサンブル(1974年) - ARP String Ensemble

オランダN.V.Eminent社製のストリングマシン(電子発振音でバイオリンなどを再現するキーボード)「ソリーナ・ストリング・アンサンブル」をARPも生産し、自社ブランドで販売した。モノフォニックシンセサイザーと組み合わせた「ストリング・シンセサイザー」(ARP String Synthesizer)も製造した。
- アヴァター(1977年) - ARP Avatar

最初期のギターシンセサイザーの一つで、オデッセイの音源部にギター用として6系統の歪み回路、通称「ヘクサ・ディストーション」を搭載。アープは1975年から本格的なポリフォニック・ギターシンセ CENTAUR VI の開発に取り組でいたが、技術的課題が山積し多大な時間とコストがかかったため、先行する簡易版として発売された。この開発プロジェクトはこの他、クアドラ、クローマも生み出したが、最終的にはアープの経営を傾ける原因となった。
- クアドラ(1978年) - ARP Quadra

オデッセイ、ストリングシンセサイザー、シンセベースなどを一つの筐体に収めたもので、カラフルな外観が目を引く。大型だがアープのシンセサイザー愛用者には非常に魅力的な楽器だった。
- クローマ(1981年) - ARP Chroma

アープが開発した最後の製品で、マイクロプロセッサー搭載のポリフォニックシンセサイザー。アープ倒産後、開発チームはCBS/Fenderに即座に移籍してローズのブランド名で発売、改良型も作った後に解散した。

## モーグとの対比
1970年代半ばから後半における音楽マスコミは、モーグとアープをライバル関係にある国外メーカーとして対比させる記事作りをする事が多かった。
- 例=エイプリル出版が1977年に発行した「ロック・キーボード/シンセサイザー」では、アープの解説の中で「ムーグ(モーグ)[注釈 4]と並ぶシンセサイザーの代表ブランドだ(知らない人はモグリか?)」と記述されている。また同誌では「ムーグVSアープ」という特集記事を掲載しており、当時の主力販売機種であるミニ・ムーグ対オデッセイ、そしてマイクロ・ムーグVSアープ・アクシーを比較する形でそれぞれの機種を解説している。

なお1970年代 - 1980年代前半、Moog と ARPの周辺にはいくつものメーカやブランドが漂っており、両社はそれぞれ電子オルガン・メーカと提携し、シンセサイザーのポリフォニック化に取り組んだ。また1980年代初頭には楽器業界の二大資本系列(Norlin と CBS)が両社のブランドもしくは開発チームを引き継いでいた。
| ARP | | Moog |
| --- | --- | --- |
| 1969年 Alan R. Pearlman (特許出願は1962年から) - ARP 2500, 2600 - ARP Sequencer - Odyssey, Solus, Axxe - Pro Soloist, Pro/DGX, Explorer - Avatar (ギターシンセ)                                 | 創業 代表的モジュラー シーケンサ 代表的ポータブル プリセットシンセ 独自製品 | 1953年 Robert Moog (シンセ開発は1964年から) - Synthesizer 55, 15 - 960 Sequential Controller - Minimoog, Multimoog, Micromoog - Satellite, Minitmoog - Liberation (ショルダー)                                                                                            |
| 両社と縁の深いブランド/メーカ | | |
| ARPの販売業者 (一時期) → | Maestro : Norlin社のブランド エフェクタ設計のために雇用↓ Oberheim / Tom Oberheim ↓ 1986年 Gibsonが買収 Gibson (1986年 Norlinから独立) ↑ 1991年 OB-MX開発 Buchla / Don Buchla | Norlin時代: → Norlin/Maestroと協業？ → Norlin/Gibsonと協業 (RD Guitar) 1983年 Moog Music売却 新生Moog Music: → 2003年 Moog PianoBarを共同開発 |
| 1978年 ARPが買収 ← | Musitronics : Wahペダル製品化 Gizmo : Gizmotron製品化 | ← Robert Moogが特許取得に協力 ← Robert Moogが技術協力 |
| 電子オルガン・メーカとの提携 | | |
| OEM/ライセンス取得オランダ N.V.Eminent社が Solina String Ensembleを提供 | | ライセンス提供Thomas Organ社、 Chicago Music Instruments社 へ moogシンセ製造権を提供 |
| ポリフォニック製品開発 | | |
| 1975年 CENTAUR VI開発開始 1975年 アンサンブル製品 (Omni) 1978年 複合キーボード (Quadra) 1981年 Siel社からOEM (Quartet) 1981年 ARP Chroma完成 1982年 Rhodes Chroma発売 1984年 Chroma Polaris発売 | 1975年 ポリフォニック・シンセ登場 Oberheim 4 voice, YAMAHA GX-1 1978年 音色メモリー機能 SCI Prophet 5 1979年 - ディジタル楽器の本格化 Fairlight, Synclavia, Linn, PPG, Emu 1981年 - 1983年 MIDI規格策定 1983年 - ディジタルシンセの低価格化 YAMAHA DX7, Roland D-50, KORG M1 1985年 - サンプラーの低価格化 Ensoniq, AKAI | 1972年 Constellationプロジェクト始動 1975年 Polymoog (1937年のHammond Novachordと同様な設計) 1978年 Polymoog keyboard 1980年 簡易ポリフォニック製品 (Liberation) 1980年 アンサンブル製品 (Opus-3) 1982年 Memorymoog発売 1980年代半ば ディジタル・シンセ(SL-8)プロトタイプ |
| 結末 | | |
| 1981年 倒産 Chroma開発チームはCBS/Fenderに移籍 1982年 Rhodes Chroma発売 1986年頃 CBSがFender,Rhodes売却、 Chroma開発チーム解散                                                                  | 1982年 Kurzweil K250開発に両創業者参加 1980年代後半 初期メーカが軒並み消滅 1987年 - 1997年 Rolandが Rhodes商標取得 1988年 Rolandが SIEL買収 1990年代 DSP/VA/ソフト･シンセ登場 | 1971年以降オーナが何度も変わる 1975年 Norlin社が買収 Norlin傘下Gibsonと協業 1977年 Robert Moog退社(→1978年Big Briar設立) 1986年 委託製造業化し楽器製造停止 1993年 旧Moog Music操業停止 2002年 Big Briar社名変更→新生Moog Music                                            |

このように両社のビジネスは繰り返し競合しており、両社の対比を「音楽マスコミの描いた絵空事」とするのは誤った認識と言えるだろう。
この他、1962年頃から活動開始、1969年UK法人を設立したElectronic Music Studio (London) Ltd. (EMS)は、電子音楽スタジオのコンピュータ制御という他に類を見ない技術を持っていたが(EMS MUSYS III)、1970年代にギター・シンセサイザーを開発(EMS Hi-Fli)、1980年代初頭に本格的ポリフォニック・シンセサイザー(EMS Poly Synthi)を残し会社閉鎖するという、ARPとよく似た経緯を辿っている。

## その他
2014年2月18日に、日本の電子楽器メーカーコルグが、アープの共同創業者のデビッド・フレンド (David Friend)氏を迎え、アープ・オデッセイ(ARP Odyssey)の開発を進めていることを発表した。